# Mouzon (Ardennes)
Mouzon is een gemeente in het Franse departement Ardennes in de regio Grand Est. De gemeente maakt deel uit van het arrondissement Sedan. Mouzon telde op 1 januari 2022 2.236 inwoners.

## Geschiedenis
Tussen 16 oktober 1793 en 8 juli 1814 droeg de plaats de naam Villé-le-Libre.
In 1965 werd de gemeente Villemontry opgeheven en opgenomen in de gemeente Mouzon.
Op 22 maart 2015 werd het kanton Mouzon, waar Mouzon de hoofdplaats van was, opgeheven en werd de gemeente opgenomen in het kanton Carignan.
Op 1 januari 2016 werd de aangrenzende gemeente Amblimont opgeheven en als commune déléguée opgenomen in de gemeente Mouzon, die daarmee de status van commune nouvelle kreeg.

## Geografie
De oppervlakte van Mouzon bedroeg op 1 januari 2022 41,83 vierkante kilometer; de bevolkingsdichtheid was toen 53,5 inwoners per km².
De onderstaande kaart toont de ligging van Mouzon met de belangrijkste infrastructuur en aangrenzende gemeenten.

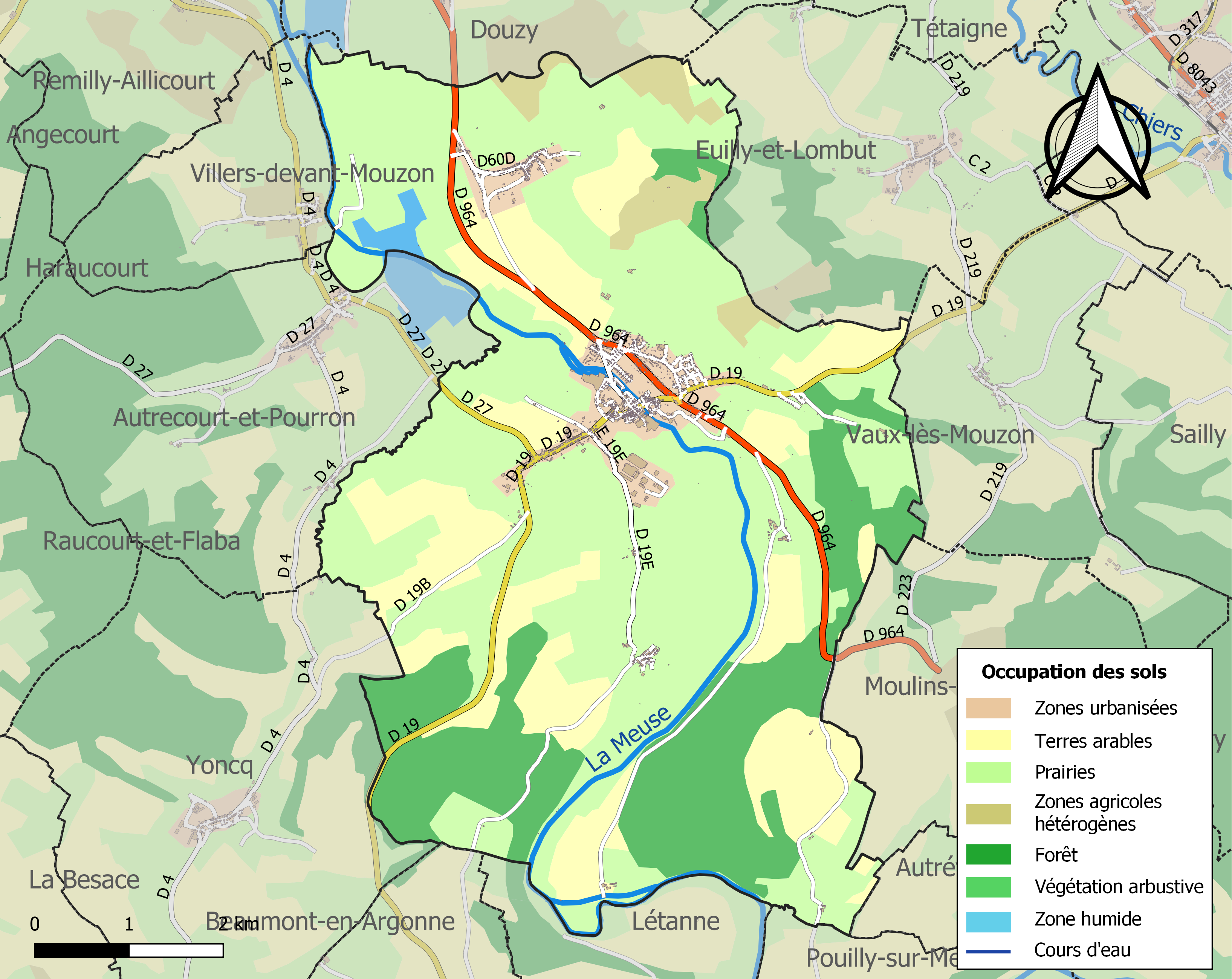

## Demografie
Onderstaande figuur toont het verloop van het inwonertal (bron: INSEE-tellingen).

Vanwege een beveiligingsprobleem met de MediaWiki Graph-software is het momenteel niet mogelijk deze grafiek weer te geven. Zodra de software is bijgewerkt zal de grafiek vanzelf weer zichtbaar worden.

## Afbeeldingen

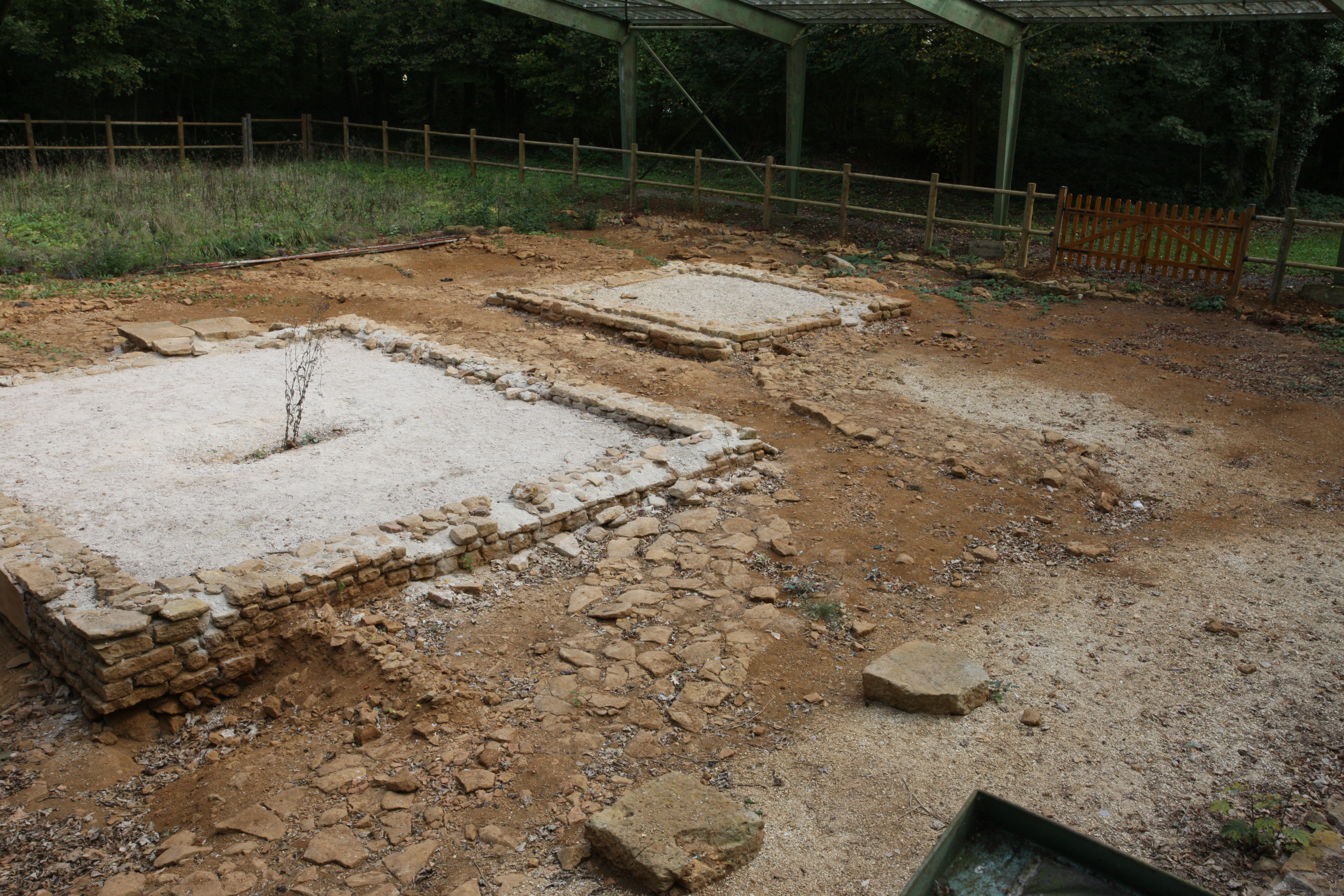
Gallo-Romeinse opgravingen van Le Flavier
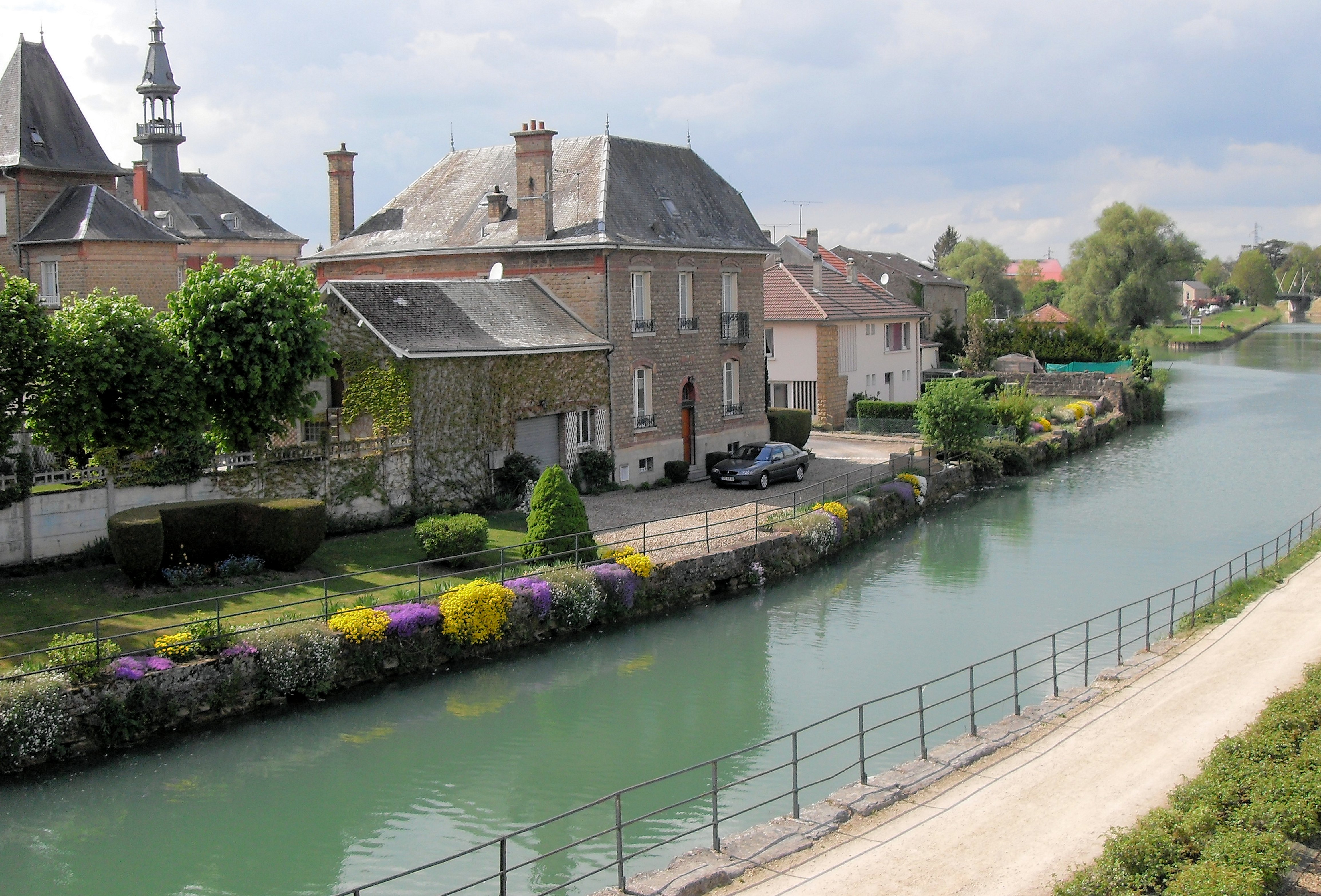
Canal de la Meuse
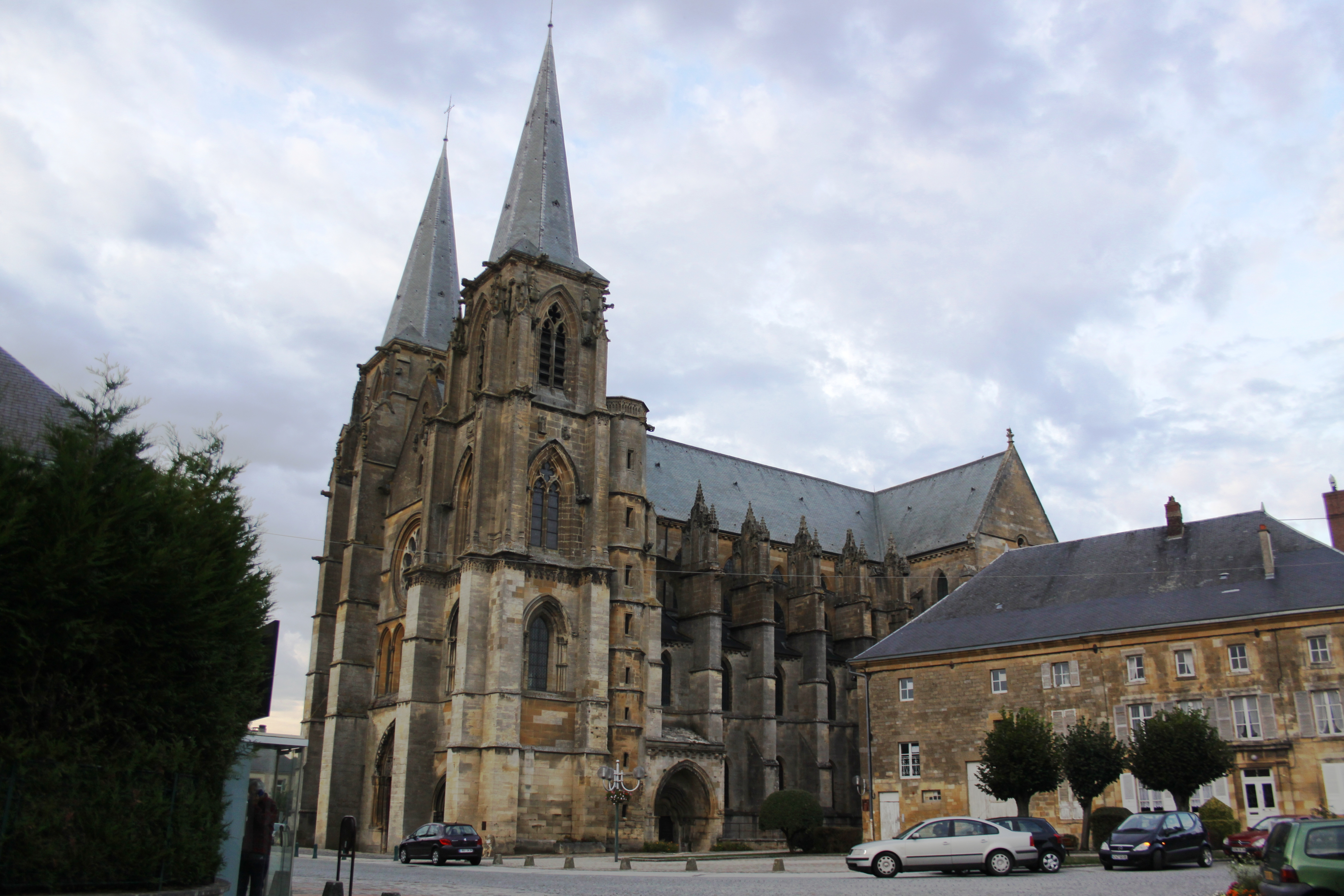
Kerk Notre-Dame
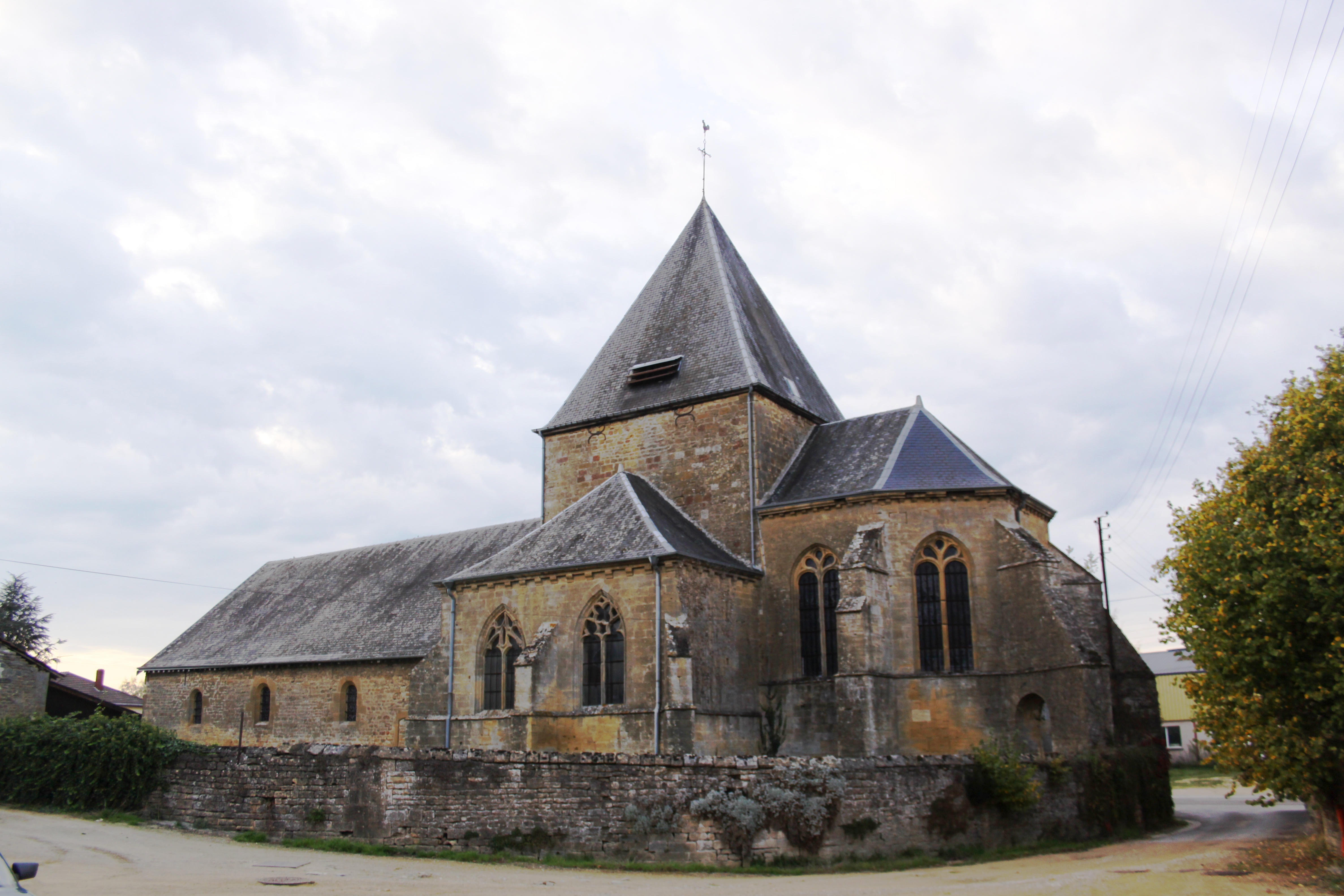
Kerk Saint-Geneviève
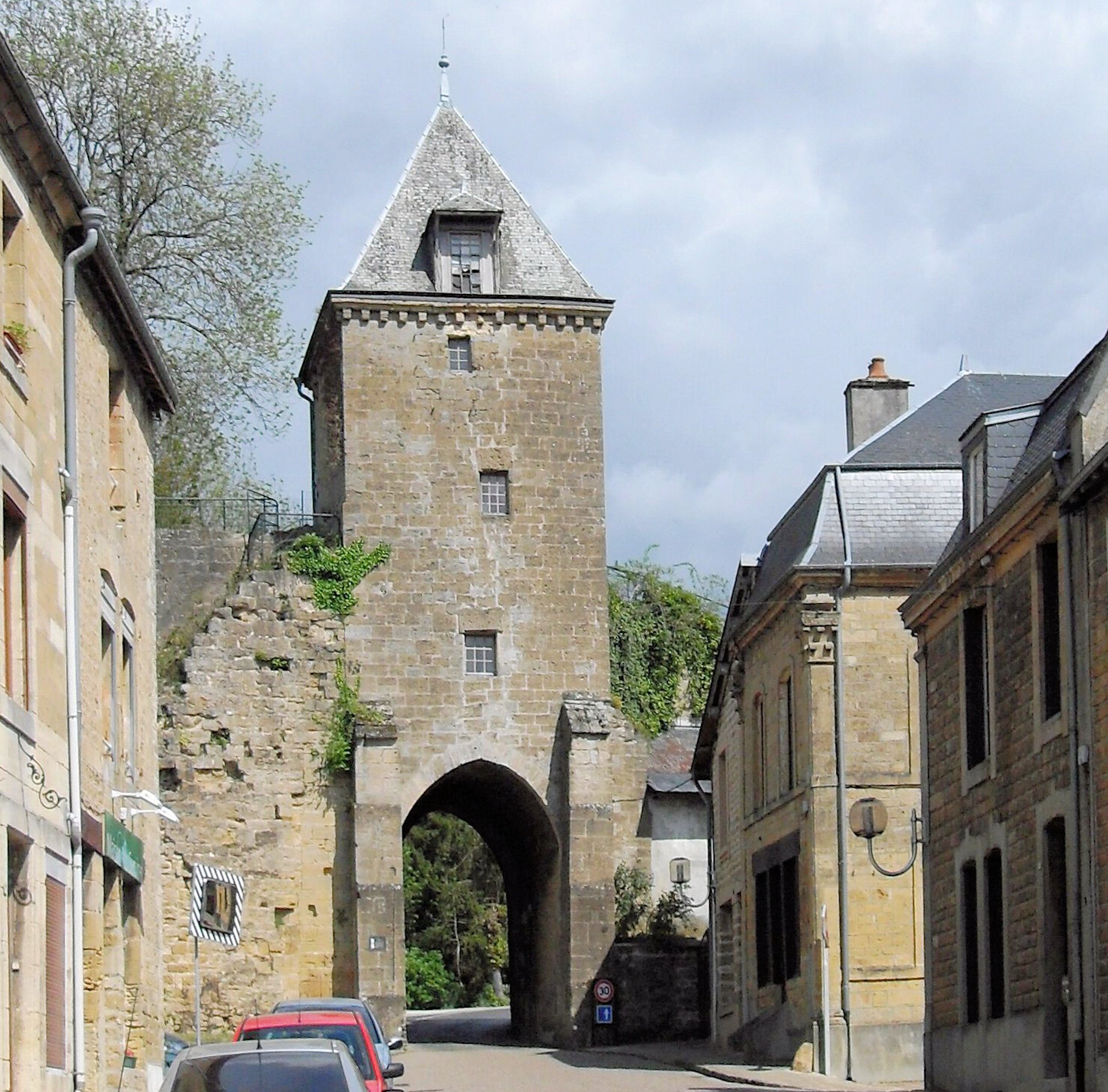
Vetsingwerken, de Porte de Bourgogne

## Geboren
- Raymond Sommer (1906-1950), autocoureur